# کراسنوآرمیسکی (شهرستان نمتسکی ملی، سرزمین آلتای)
کراسنوآرمیسکی (به لاتین: Krasnoarmeysky) یک منطقهٔ مسکونی در روسیه است که در سرزمین آلتای واقع شده‌است.